# University of Saint Francis (Fort Wayne)
La University of Saint Francis è un'università privata di indirizzo cattolico con sede a Fort Wayne, nello stato americano dell'Indiana.
Le origini dell'università si ricollegano con quelle della Saint Francis Normal School, aperta a Lafayette nel 1890 dalle povere suore francescane dell'adorazione perpetua per la formazione delle religiose della congregazione che si preparavano all'insegnamento. Prese il nome di Saint Francis College nel 1940 e nel 1998 quello di University of Saint Francis.